# Gemaal Lutterzijl (oud)

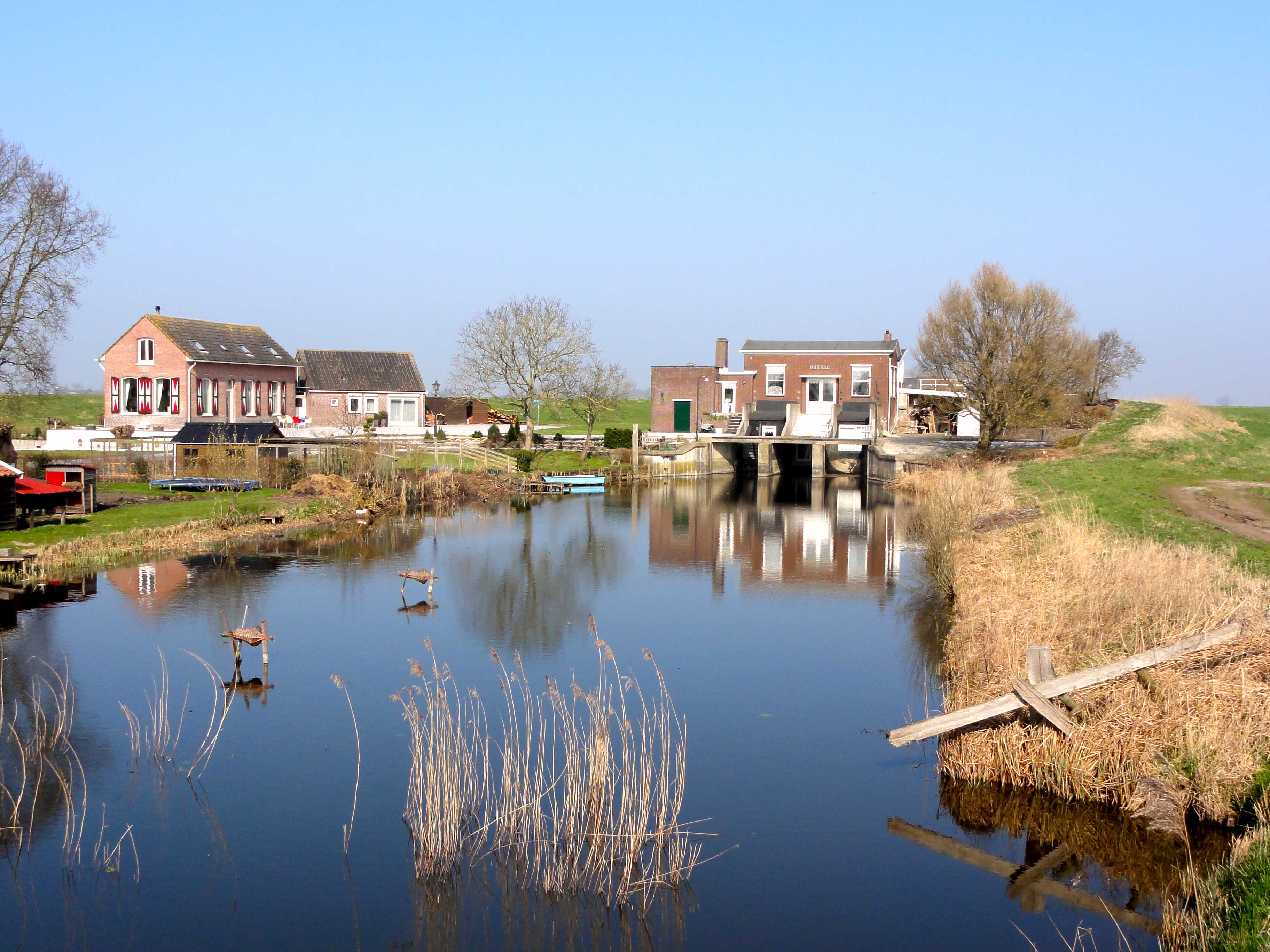
Het oude gemaal Lutterzijl

Het oude gemaal Lutterzijl ligt aan de noordzijde van de Kamperzeedijk, enkele kilometers ten noordoosten van de Overijsselse plaats Grafhorst.

## Beschrijving
Het oude gemaal Lutterzijl dateert uit 1956. Het elektrische vijzelgemaal verving een op die plaats staand ouder stoomgemaal uit 1878, ontworpen door Willem Jacob Backer mede op advies van Nicolaas Hubert Henket. Het gemaal loosde het water uit de polder Mastenbroek in de rivier de Goot. In 1978 werd het gemaal vervangen door een nieuwer gemaal, dat een paar honderd meter westelijker aan de zuidzijde van de Kampeerzeedijk werd gebouwd. Sinds 1993 zijn in het oude gemaal toonzalen van een antiquair gevestigd.